# The Mystery of Time
The Mystery of Time è il sesto album registrato dal supergruppo Avantasia. L'album è stato pubblicato il 29 marzo 2013.

## Il disco
A differenza del passato, in cui tutte le parti sinfoniche venivano affidate ad un tastierista, oppure composte da Tobias Sammet, in questo album per la prima volta viene coinvolta la Deutsches Filmorchester Babelsberg, la stessa orchestra presente in Hellfire Club degli Edguy. L'artwork della copertina è opera di Rodney Matthews.
Altra differenza rispetto ai dischi precedenti è l'escursione in campo rock voluta da Sammet, sia in campo musicale che per quanto riguarda le voci dei cantanti coinvolti. Relegata al solo Michael Kiske infatti la presenza di una voce metal, fanno la loro prima comporsa qui dei nomi sacri del rock come: Joe Lynn Turner (ex-Rainbow, ex-Yngwie Malmsteen), Eric Martin (Mr. Big), Biff Byford (Saxon) e Ronnie Atkins (Pretty Maids).
The Mystery Of Time è inoltre il primo album degli Avantasia ad essere entrato nella classifica statunitense di Billboard, oltre che in varie altre classifiche internazionali.

## Tracce
L'edizione limitata presenta un secondo CD contenente l'intero album in versione completamente strumentale, oltre alla presenza di due tracce bonus.
Testi e musiche di Tobias Sammet.
1. Spectres (feat. Joe Lynn Turner) – 6:09
2. The Watchmakers' Dream (feat. Joe Lynn Turner) – 4:14
3. Black Orchid (feat. Biff Byford) – 6:52
4. Where Clock Hands Freeze (feat. Michael Kiske) – 4:35
5. Sleepwalking (feat. Cloudy Yang) – 3:52
6. Savior in the Clockwork (feat. Joe Lynn Turner, Biff Byford e Michael Kiske) – 10:40
7. Invoke the Machine (feat. Ronnie Atkins) – 5:30
8. What's Left Of Me (feat. Eric Martin) – 5:07
9. Dweller in a Dream (feat. Michael Kiske) – 4:45
10. The Great Mystery (feat. Biff Byford, Bob Catley, Joe Lynn Turner) – 10:03

Durata totale: 61:47

## Deluxe edition
1. The Cross and You – 4:14
2. Death Is Just A Feeling (Versione alternativa cantata da Tobias Sammet) – 5:24

## Formazione
- Tobias Sammet - voce, basso
- Sascha Paeth - chitarre, producer
- Miro – tastiere
- Russell Gilbrook - batteria

### Ospiti
Strumentisti
- Chitarre
  - Bruce Kulick (Black Orchid, Savior in the Clockwork, The Great Mystery)
  - Oliver Hartmann (Where Clock Hands Freeze, Invoke the Machine, Dweller in a Dream)
  - Arjen Anthony Lucassen (The Watchmakers' Dream)